# Strandgropspindel
Strandgropspindel (Silometopus reussi) är en spindelart som först beskrevs av Tord Tamerlan Teodor Thorell 1871.  Strandgropspindel ingår i släktet Silometopus och familjen täckvävarspindlar. Arten är reproducerande i Sverige. Inga underarter finns listade i Catalogue of Life.